# Détournement de fonds publics
Le détournement de fonds publics est l'opération illégale qui consiste à utiliser des sommes ou des biens appartenant à la collectivité à des fins autres que le bien public.

## Droit par pays

### Canada
Dans le Code criminel canadien, il n'existe pas d'infraction spécifiquement nommée « détournement de fonds publics ». Par contre, plusieurs infractions du Code criminel sont susceptibles de s'appliquer à des situations factuelles de détournement de fonds publics, quand des personnes liées à l'État prennent illégalement de l'argent public, notamment les infractions suivantes :  
- Fraude (art. 380 C.cr.[2])
- Corruption de fonctionnaires (art. 120 C.cr.[3]),
- Fraudes envers le gouvernement (art. 121 C.cr.[4])
- Abus de confiance par un fonctionnaire public (art. 122 C.cr.[5])
- Actes de corruption dans les affaires municipales (art. 123 (1) C.cr. [6])
- Influencer un fonctionnaire municipal (art. 123 (2) C.cr.)

### France
En droit pénal français, l'article 432-15 du code pénal prévoit que « le fait, par une personne dépositaire de l'autorité publique ou chargée d'une mission de service public, un comptable public, un dépositaire public ou l'un de ses subordonnés, de détruire, détourner ou soustraire un acte ou un titre, ou des fonds publics ou privés, ou effets, pièces ou titres en tenant lieu, ou tout autre objet qui lui a été remis en raison de ses fonctions ou de sa mission, est puni de dix ans d'emprisonnement et de 1 000 000 d'euros d'amende ». 
Ainsi, pour être caractérisé, ce délit doit réunir quatre éléments :
1. la qualité de la personne pouvant commettre ce délit. Ce peut être :
  - un comptable public ou ses subordonnés, ou un fonctionnaire ayant une action de comptable sans avoir la qualité de comptable public ;
  - un dépositaire public ou ses subordonnés à qui sont confiés légalement des sommes ou tout objet. Par exemple c'est le cas d'un employé communal ayant pour mission de conserver les réponses cachetées d'un appel d'offres ;
  - un dépositaire de l'autorité publique ou chargée d'une mission de service public, qui en vertu de ses fonctions, détient des biens ou des fonds. C'est le cas d'un élu (maire, président d'une collectivité territoriale) d'un personnel de préfecture, ou un régisseur des recettes.
2. la nature des fonds ou des biens détournés. Il peut s'agir :
  - d'actes ou titres comme des écrits administratifs, des archives, des textes originaux d'actes administratifs, des écrits émanant d'autres administrations ou des courriers de particuliers ;
  - de fonds publics ou privés, d’espèces, de chèques, mandats  de paiement, bons du Trésor. Les emplois fictifs constituent à ce titre un détournement de fonds puisqu’un salaire, donc des fonds publics, est versé pour un travail qui n’est pas réalisé ;
  - de tout autre objet, comme par exemple l’utilisation à des fins privées des cartes essence, ou encore le détournement du mobilier de la collectivité.
3. l'acte matériel réalisé. Le détournement  consiste pour l’agent à se comporter comme un véritable propriétaire des fonds ou des biens qu'il peut utiliser à son profit, mais peut également en faire bénéficier un de ses proches, une association ou tout autre tiers. Ainsi, l’utilisation d’une subvention  européenne accordée à une commune constitue un détournement lorsqu’elle est utilisée à une autre fin ;
4. l'intention de commettre l'infraction. La seule connaissance du détournement par l'auteur suffit à prouver l'intention. Il n'est pas exigé que l'intéressé en ait tiré un profit personnel.

La tentative de détournement de fonds publics est punie des mêmes peines.
Concernant la quatrième condition d'intentionnalité, il existe si ce n'est pas le cas, une infraction de détournement de fonds par négligence. C'est le cas par exemple d'un agent municipal qui conserve à son domicile un registre d'état civil et qui le perd ou d'un maire qui signe des bons de commande pour des objets sans rapport avec l'activité communale. L'article 432-16 du code pénal punit cette fois-ci d'un an de prison et de 15 000 euros d'amende les mêmes faits lorsqu'ils sont commis de manière non intentionnelle. 
Cette infraction fait partie de l'ensemble des atteintes à la probité dont font partie les délits de favoritisme, de corruption, de prise illégale d'intérêts, de pantouflage et de trafic d'influence.
Certaines associations sont spécialisées dans la lutte contre ce type d'infractions, parmi lesquelles ALPAGA (Association de Lutte et de Prévention contre les Abus dans la Gestion des Administrations), Transparency International ou Anticor.